# Цимерн унтер дер Бург
Цимерн унтер дер Бург (њем. Zimmern unter der Burg) општина је у њемачкој савезној држави Баден-Виртемберг. Једно је од 25 општинских средишта округа Цолерналб. Према процјени из 2010. у општини је живјело 488 становника. Посједује регионалну шифру (AGS) 8417078.

## Географски и демографски подаци
Цимерн унтер дер Бург се налази у савезној држави Баден-Виртемберг у округу Цолерналб. Општина се налази на надморској висини од 600 метара. Површина општине износи 5,0 km². У самом мјесту је, према процјени из 2010. године, живјело 488 становника. Просјечна густина становништва износи 97 становника/km².